# پدرو سونیگا
پدرو سونیگا (اسپانیایی: Pedro Suinaga‎; ۵ آوریل ۱۹۰۷ – ۱ اکتبر ۱۹۸۰) بازیکن فوتبال اهل مکزیک بود.
از باشگاه‌هایی که در آن بازی کرده‌است می‌توان به باشگاه فوتبال آمریکا اشاره کرد.
وی همچنین در تیم ملی فوتبال زیر ۲۳ سال مکزیک بازی کرده‌است.